# 와운의 흑색서

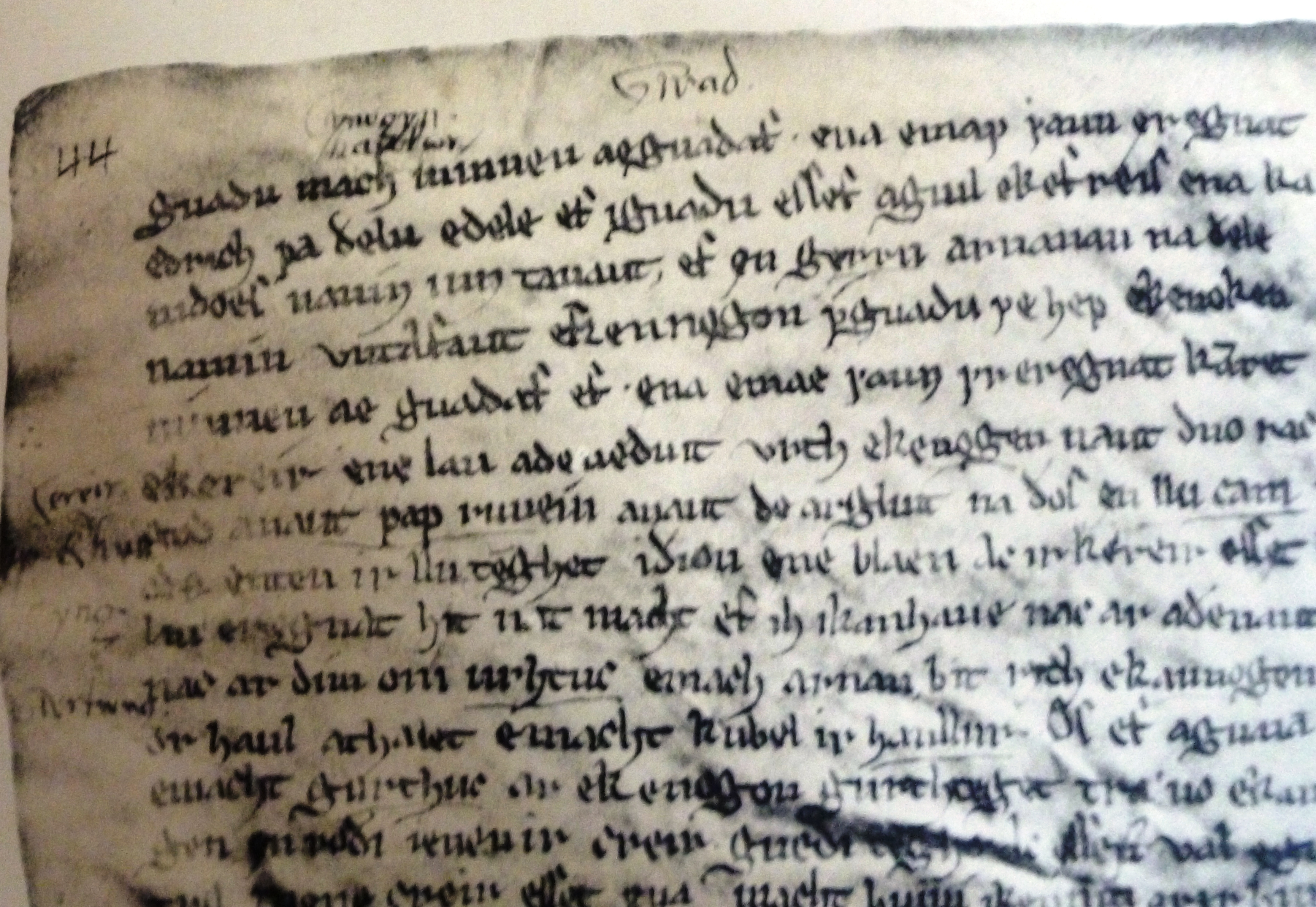

『와운의 흑색서』(웨일스어: Llyfr Du o'r Waun 허브르 두 오르 와운)는 13세기에 쓰여진 웨일스어 필사본이다. 처크의 서(영어: Chirk Codex)라고도 한다. 법률과 역사에 관한 글을 기록해 놓았으며, 허웰린 바우르에게 바치는 비가도 수록되어 있다. 이 비가는 아마 허웰린 바우르의 손자 허웰린 압 그리피드가 썼을 것으로 추측된다.
웨일스의 골동학자 로버트 포웰 보건의 소장품 중 하나였다가, 웨일스 국립도서관으로 옮겨져 페니아르스 필사본들 중 하나로 소장 중이다.
이 책과 와운(현 북웨일스 처크)의 관련성은 16세기 전까지는 알려져 있지 않았다. 아네이린 오웬은 이 책을 "베네도티아 법규집(Venedotian code)"이라고 불렀다. 존 구에녹브런 에번스는 이 책이 1220년경 편찬된, 보존된 것 중 가장 오래된 웨일스법 필사본이라고 주장하면서 1909년 사본을 출간했다. 현재는 허우엘법의 이오르웨르스 판본의 부분사본인 파생작품으로 여겨진다.
6세기의 역사에 관해 기록된 내용들은 현재 그 사실성이 상당한 것으로 여겨지고 있다.